# Condado de Sedgwick (Colorado)
O Condado de Sedgwick é um dos 64 condados do estado americano do Colorado. A sede do condado é Julesburg, e sua maior cidade é Julesburg. O condado possui uma área de 1 423 km² (dos quais 4 km² estão cobertos por água), uma população de 2 747 habitantes, e uma densidade populacional de 2 hab/km² (segundo o censo nacional de 2000). O condado foi fundado em 1889.